# Nia Abdallah
Nia Nicole Abdallah (Houston, 24 de janeiro de 1984) é uma taekwondista estadunidense.
Nia Abdallah competiu nos Jogos Olímpicos de 2004 na qual conquistou a medalha de prata, em 2004.